# إغناثيو تابيا
إغناثيو تابيا (بالإسبانية: Ignacio Tapia)‏ (22 فبراير 1999 بكونثبثيون في تشيلي - ) هو لاعب كرة قدم تشيلي في مركز الدفاع. لعب مع هواتشيباتو.

## وصلات خارجية
- إغناثيو تابيا على موقع قاعدة بيانات كرة القدم.إي يو (الإنجليزية)
- إغناثيو تابيا على موقع Soccerway.com (الإنجليزية)
- إغناثيو تابيا على موقع عالم كرة القدم.نت (الإنجليزية)
- إغناثيو تابيا على موقع AS.com (الإسبانية)